# Ned Hanlan

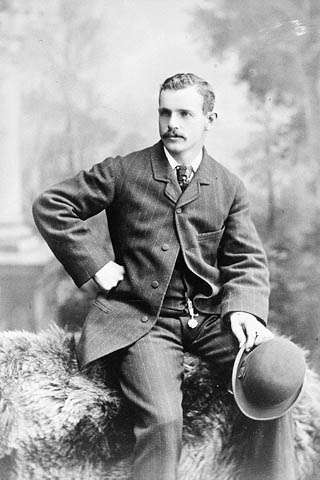
Ned Hanlan.

Edward "Ned" Hanlan (12 de julho de 1855 – 4 de janeiro de 1908) foi um esportista de Toronto, Ontario, Canada.
A Hanlan's Point Beach foi assim nomeada em sua homenagem.

### Literatura
- T. C. Mendenhall, A short history of American rowing, Boston, 1980
- S. Crowther and A. Ruhl, Rowing and track athletics, 1905
- W. B. Woodgate, Boating, 1888